# Clone Wars Volume 6: On the Fields of Battle

Clone Wars Volume 6: On the Fields of Battle es un cómic recopilatorio basado en el Periodo de la Reforma de Ruusan, en el conflicto ficticio de las Guerras Clon del universo Star Wars. Es el sexto elemento de los nueve de la serie Clone Wars.
Publicado en inglés por la editorial Dark Horse el 20 de julio de 2004, recogía las historias de los cómics Republic 65-71.

## Historia
Tras algo más de dos años todos los Jedi están repartidos por la galaxia implicados en el combate y muriendo. Por si fueran pocos los enemigos, ahora las cabezas de los Jedi están altamente valoradas por los separatistas. De hecho el problema se vuelve tan importante que, tras una masacre de varios Jedi por parte de los cazarrecompensas, el propio Consejo Jedi decide intervenir.
Al corazón del Gremio de los Cazarrecompensas van Mace Windu, Saesee Tiin, Kit Fisto y Agen Kolar para detener a los cazadores de recompensas.
Por otro lado ya nadie sabe las intenciones de Quinlan Vos y tras enfrentarse en el contaminado Honoghr a su antigua pupila, Aayla Secura, Vos y Obi-Wan Kenobi se encuentran y confrontan.
A pesar del comportamiento de Vos este finalmente ayuda a Kenobi con Asajj Ventress y ambos se dirigen a ver a Anakin Skywalker y a otros Jedi para ayudarles a evitar que una flota caiga en manos separatistas.
El camino de Vos es muy confuso y deberá ser juzgado por crímenes de guerra, por otro lado los Jedi combaten fieramente y entre estos se encuentran el Maestro Kenobi y su padawan, a punto de convertirse en Caballero Jedi y más amigo que nunca de su Maestro.
Las líneas argumentales de Kenobi, Skywalker y otros Jedi (Clone Wars Volume 3: Last Stand on Jabiim y Clone Wars Volume 5: The Best Blades) y la de Quinlan Vos y Aayla Secura (Clone Wars Volume 6: On the Fields of Battle) se unen en este tomo recopilatorio.

## Apartado técnico
- Guionistas: John Ostrander
- Dibujantes: Jan Duursema